# IC 5219
IC 5219 ist eine Spiralgalaxie vom Hubble-Typ Sc im Sternbild Tukan am Südsternhimmel. Im selben Himmelsareal befinden sich u. a. die Galaxien IC 5215, IC 5221, IC 5222.
Das Objekt wurde am 21. August 1900 von DeLisle Stewart entdeckt.